# Köpösd
Köpösd (szlovákul Hájske) község Szlovákiában, a Nyitrai kerületben, a Vágsellyei járásban. Közigazgatásilag hozzá tartozik Mladý háj.

## Fekvése
A mátyusföldi község a Kisalföldön, Vágsellyétől 14 km-re északra, Szeredtől 12 km-re délkeletre fekszik. Mladý Háj településrésze a községtől 3 km-re északnyugatra fekszik.

## Élővilága

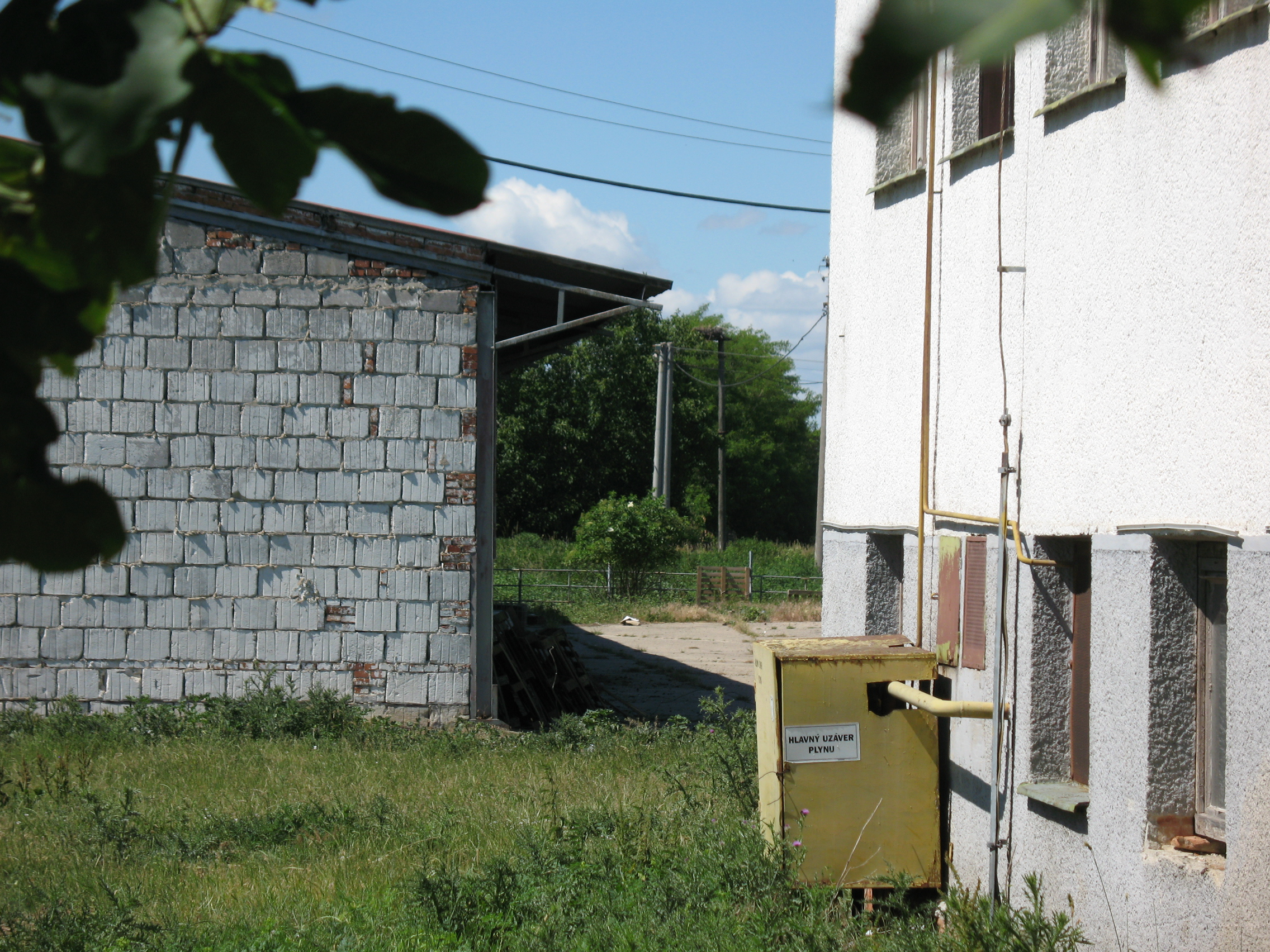
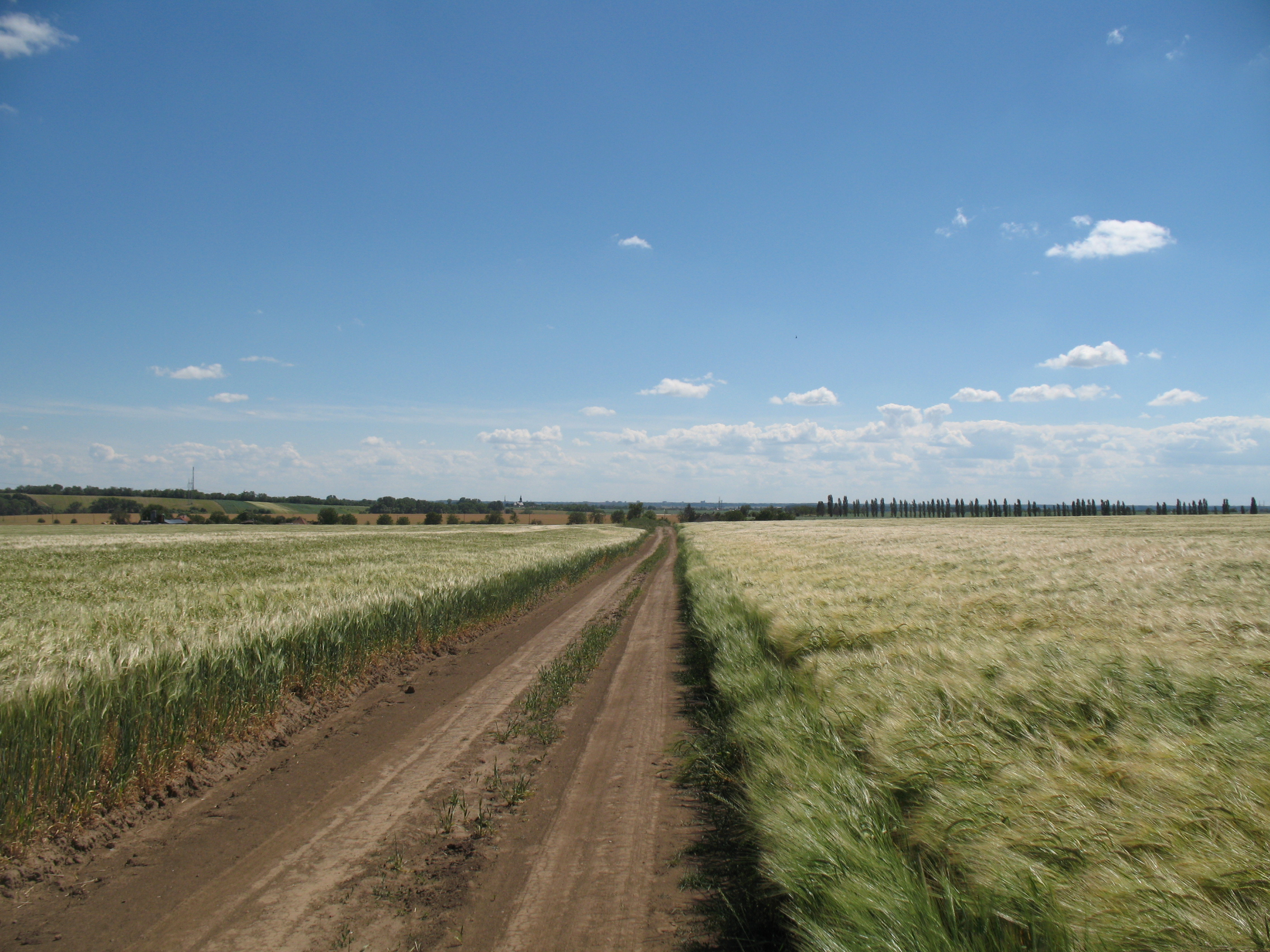

Köpösdön a szövetkezet területén van gólyafészek.

## A község neve és címere
A község neve vagy a magyar kapus szó, vagy a Kepis személynév -d képzős származékából keletkezett. Amennyiben az első elmélet az igaz, akkor a községet egykor a nyitrai vár kapusai lakták, azonban egyik megközelítés sem bizonyított. A község 1920-ban majd 1927-ben hivatalossá lett szlovák neve az 1808-ból adatolható Kepešd (Kepeſſd), illetve Kepežd, amelyek a magyar név szlovák alakjai. Az 1948-as februári kommunista fordulat után fokozatos enyhülés következett, a falu hivatalos szlovák nevét azonban Daniel Okáli belügyi megbízott rendelete által a ’kapus’-t jelentő Dverníky-re változtatták, 1951-től szlovákul Hájske, amely ’ligetes’ értelmű. Ezt a nevet a községet egykor övező, és a Mladý háj (’fiatal liget’) határrésznek is nevet adó kiterjedt ligetes rétekről kapta.
A címer a község tulajdonában lévő 1701-es pecsétlenyomat alapján készült el. Ennek felirata: "Sigillum kepesdiense 1701." Rajta egy román címerpajzsban az eke két része: a csoroszlya és a kormánylemez. A címer feltehetőleg a falusiak munkájára utal. A felújított címert 2003-ban fogadták el.

## Leírásai monográfiákban
Vályi András 1796-ból származó írása szerint: „Tót falu Nyitra Várm. földe Ura C. Boronkay Uraság, a’ kinek jels kastéllyával díszesíttetik, lakosai katolikusok, fekszik Szeredhez egy órányira, holott a’ héti Vásárokon árúllyák el gabonáikat, földgye jó termékenységű, vagyonnyai középszerűek.”
Fényes Elek 1851-ben kiadott Magyarország Geographiai Szótára szerint: „Köpösd, Nyitra vm. tót falu, Semptéhez dél-nyugotra 1 1/2 órányira, egy kellemes környéken. Számlál 875 kath., 3 zsidó lak. Van benne: kath. paroch. templom; több ékes urasági lakások és kertek. Szántófölde sok és termékeny; rétei szépek; azonban fában szükséget szenved. Fő birtokos b. Orczy György. Ut. p. Szered.”

## Története
A község közelében a 2. és 4. századból származó római és germán leleteket találtak, amelyek elsősorban a kvádok, markomannok és rómaiak jelenlétére utalnak.
A község első említése a második zobori oklevélből, 1113-ból való. Ebben Cupusde alakban szerepel, mint Mocsonokkal (Mussenic) határos község, amely a zobori bencéseké volt. Mocsonok közelében található Garázda puszta, mely egyes szlovák történészek szerint Szent Gorazdról kaphatta a nevét.
Az 1500-as években a községben megtelepedett a Tolvay család, de később a Balogh, Bangya, Gaál, Nagy, Orczy, Szakalos, Turcsányi családok és a Tolvayak közül Tolvay Péter, aki 1709-ben kapott köpösdi előnévvel bárói rangot.
A török korról alig tudunk valamit. A község feltehetőleg ekkor elpusztult. 1631-ben a Cétény vize erősen megáradt, ezért a katonaság Nagykérről áttette szállását máshova, például Berencsre, Köpösdre és Mocsonokra. A török kor után ismét benépesült. Feltehetőleg ekkor szlovákosodott el. 1715-ben már 150-200 lakosa lehetett. 1776-ból származik egy már szlovák nyelven írt levél, amelyben a helyiek kifejezik megelégedésüket a földbirtokossal szemben. Ez a levél és még két későbbi feltehetőleg a helyi nemesség nyomására készült.
A Tolvayak utolsó férfi tagja Tolvay Ferenc volt, aki 1812-ben halt meg. Az ő lánya, Alojzia, Starhemberg Antal felesége lett, így került Köpösd a Starhembergek birtokába. Tolvay Alojzia és Starhemberg Antal fia, ifjabb Antal volt. Ifjabb Antal felesége Desfours Borbála építette egyes vélekedések szerint a helyi templomot. Már a 19. században birtokosok lettek itt a Caryak, Piret Bihay bárók és a szenicei Schmerzing bárók.
A község szlovák jellege vált egyeduralkodóvá. Az 1828-as népszámlálás szerint már főleg szlovák nevek fordulnak elő Köpösdön. A trianoni békeszerződésig Nyitra vármegye Vágsellyei járásához tartozott.
Az első világháború után Csehszlovákiának ítélték. 1939-ben Szlovákiához került, az akkori lakosság legnagyobb része támogatta a Hlinka-féle pártot. 1941-ben vezették be a villanyt. 1945-ben 3 civil, 17 német és 14 orosz katona halt itt meg a harcok során. A második világháború utáni fellendülés a faluban is megfigyelhető volt. Megépítették a Szeredre vezető hidat, majd Szereddel és Vágsellyével állandó buszjáratot létesítettek. Az építkezéseknek esett áldozatául a bárói kastély parkja, majd maga a kastély is. Nem sokkal ezután a grófi kastélyt is elbontották. A bárói kastélyt eredetileg a Starhemberg család építette 1766 táján. A 19. század végén Piret Bihay Gyuláé lett a kastély, melyet Csehszlovákia megalakulása után Mauthner Anna prágai hölgynek adott el. Ő a kastélyt bérbe adta. 1942-ben Mauthnernét mint zsidót deportálták, a kastélyt államosították, majd 1947-ben lebontották. A grófi kastély feltehetőleg a Tolvay családé volt, később a Caryaké lett. 1918 után ez egy vágpattai zsidó hölgy kezébe került, akit a második világháborúban szintén deportáltak. Ezt a kastélyt 1949-ben bontották le a helyiek.

## Népessége
| Év:            | 1994. | 2004.   | 2014.   | 2024.   |
| -------------- | ----- | ------- | ------- | ------- |
| Emberek száma: | 1374  | 1365    | 1323    | 1315    |
| Eltérés:       |       | -0,65 % | -3,07 % | -0,60 % |

| Év:            | 2023. | 2024.   |
| -------------- | ----- | ------- |
| Emberek száma: | 1324  | 1315    |
| Eltérés:       |       | -0,67 % |

Eredendően magyar falu volt, őshonos lakossága azonban a török korban jelentősen megfogyatkozott. A 18. század kezdetétől betelepülő szláv népesség azután nagyrészt magába olvasztotta maradék magyar lakosságát.
1880-ban 1047 lakosából 916 szlovák, 66 német, 24 magyar anyanyelvű és 41 csecsemő volt.
1910-ben 1289 lakosából 1215 szlovák, 34 magyar, 26 német és 14 más anyanyelvű volt.
2001-ben 1333 lakosából 1289 (96,7%) szlovák, 28 (2,1%) cigány és 12 (0,9%) magyar volt.
2011-ben 1314 lakosából 1243 szlovák, 20 cigány, 7 magyar, 5 cseh, 1 ukrán és 38 ismeretlen nemzetiségű volt.
2021-ben 1346 lakosából 11 (+1) magyar, 1225 (+5) szlovák, 4 (+7) cigány, 2 ruszin, 8 (+1) egyéb és 96 ismeretlen nemzetiségű volt.

## Neves személyek
- Itt született és hunyt el Tolvay Ferenc Xavér (1734-1812) érseki széki nádor, kerületi táblabíró.
- Itt született 1820-ban Kubicza István püspöki jegyző, levéltáros, titkár, püspöki hivatali igazgató, pápai káplán, kanonok, főesperes.[11]
- Itt szolgált Jancsó András (1756-1824) katolikus pap.
- Itt szolgált Dónay János (1807-1880) katolikus pap.

## Nevezetességei
- A község első templomát 1840 körül építhette Starhembergné Desfous Borbála asszony, Szent Borbála tiszteletére.
- 1755-ből származik a Rózsafüzér királynője kápolna.
- A község első iskolája 1787-ből származik, de ez nem maradt fenn. 1923-ban építettek új iskolát, mely 1937-ben egyházi és községi iskolára oszlott. 1960-ban adták át az újonnan épített nagyobb iskolát.

## Galéria

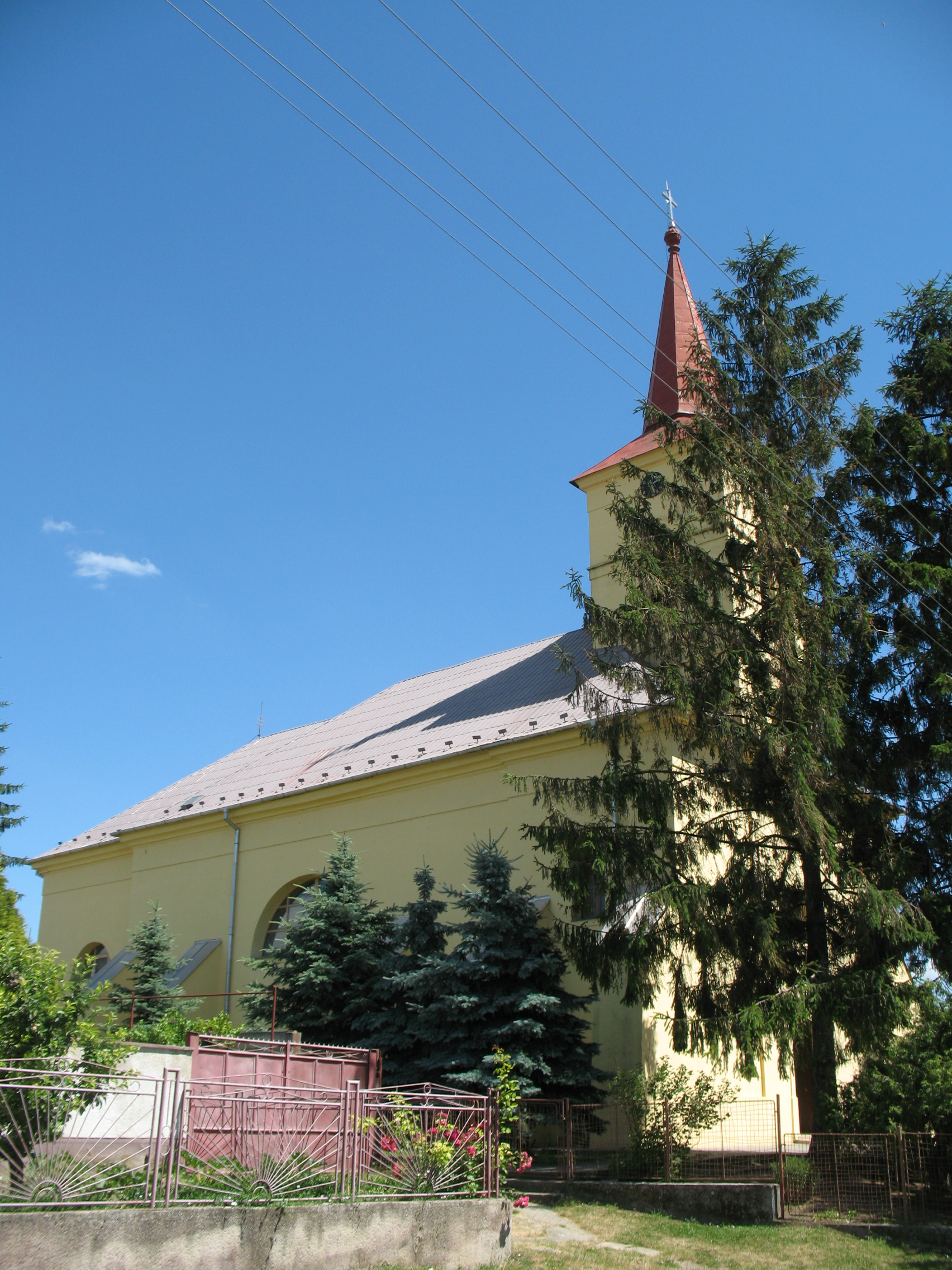
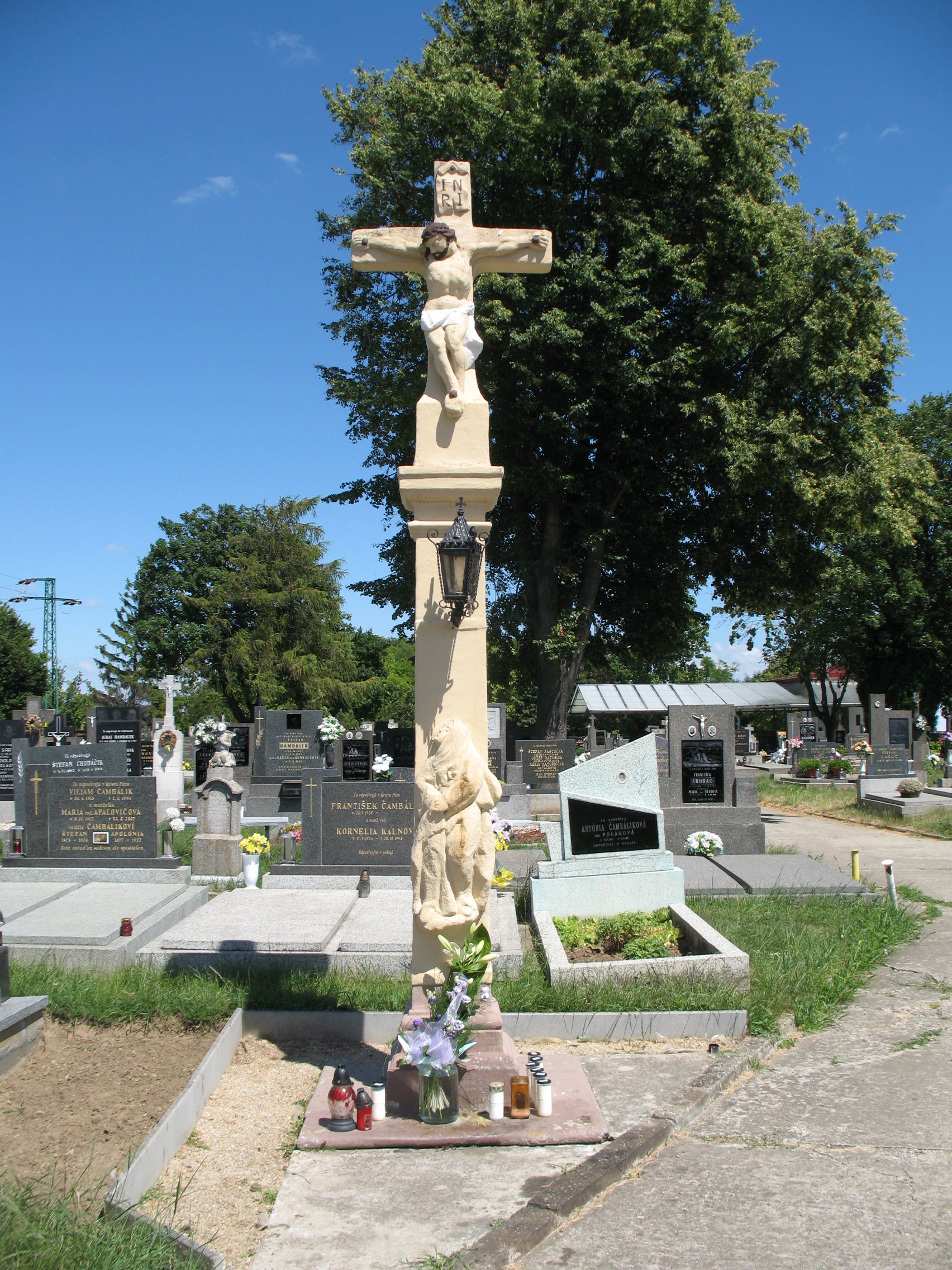
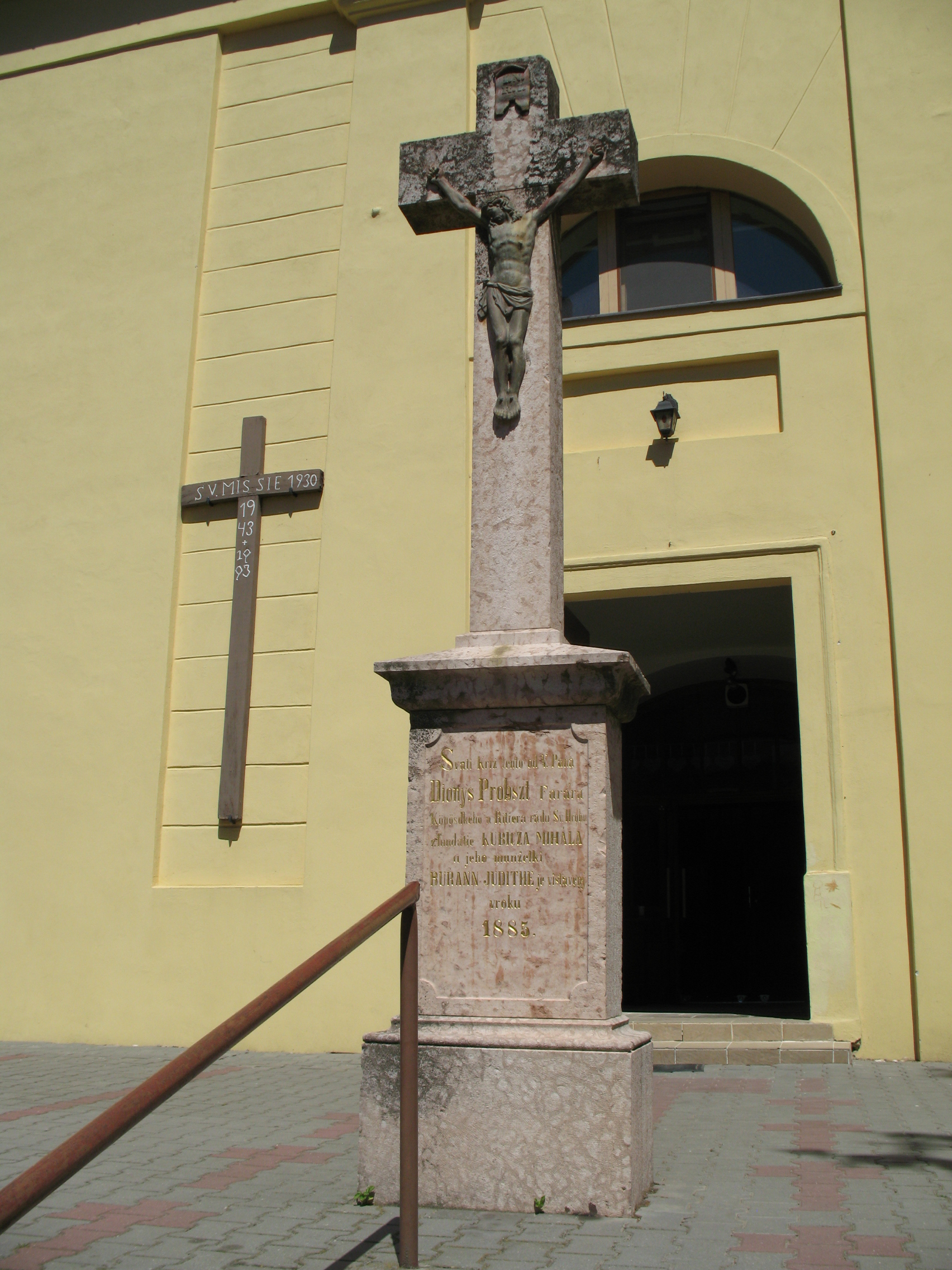
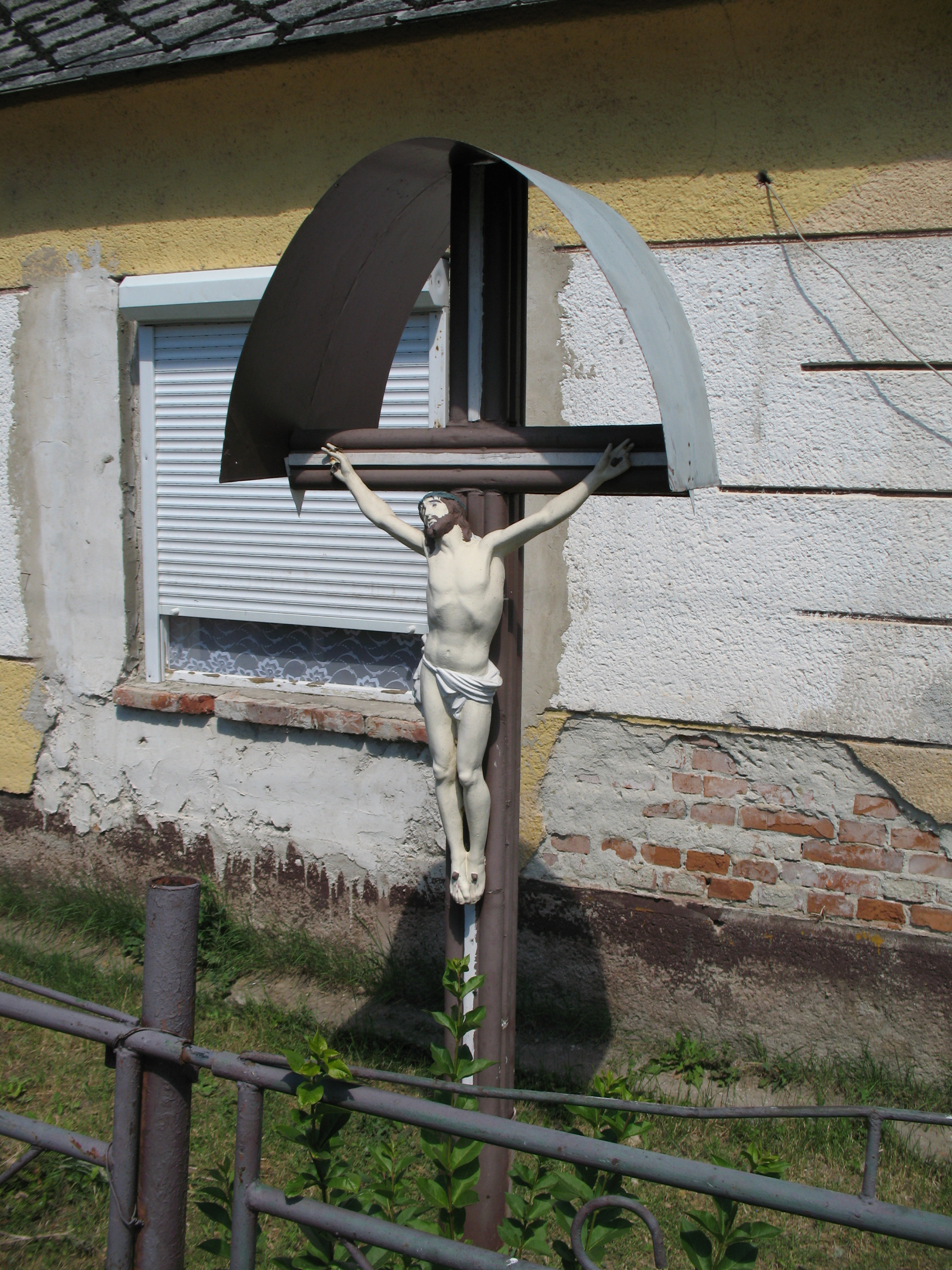
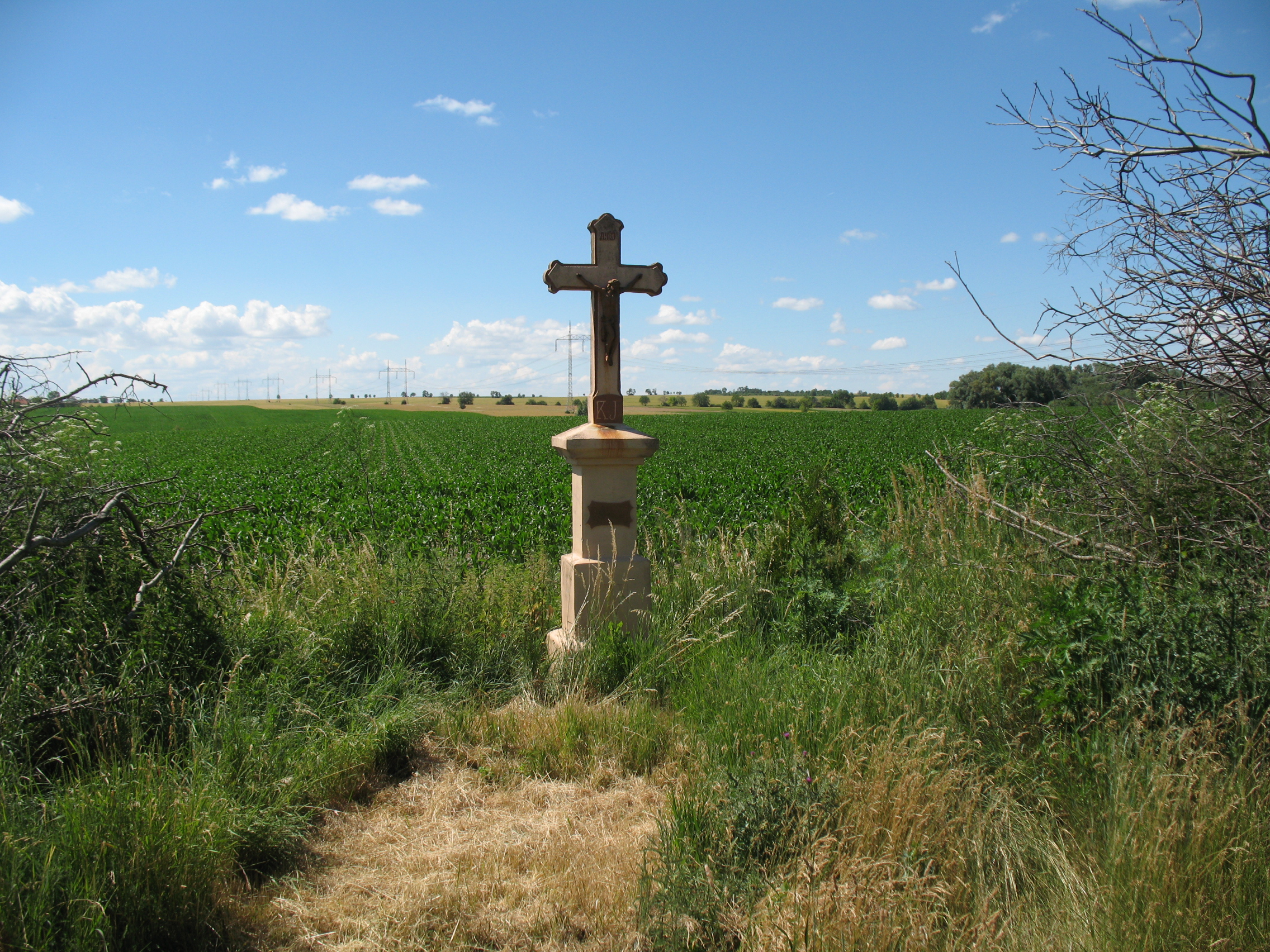
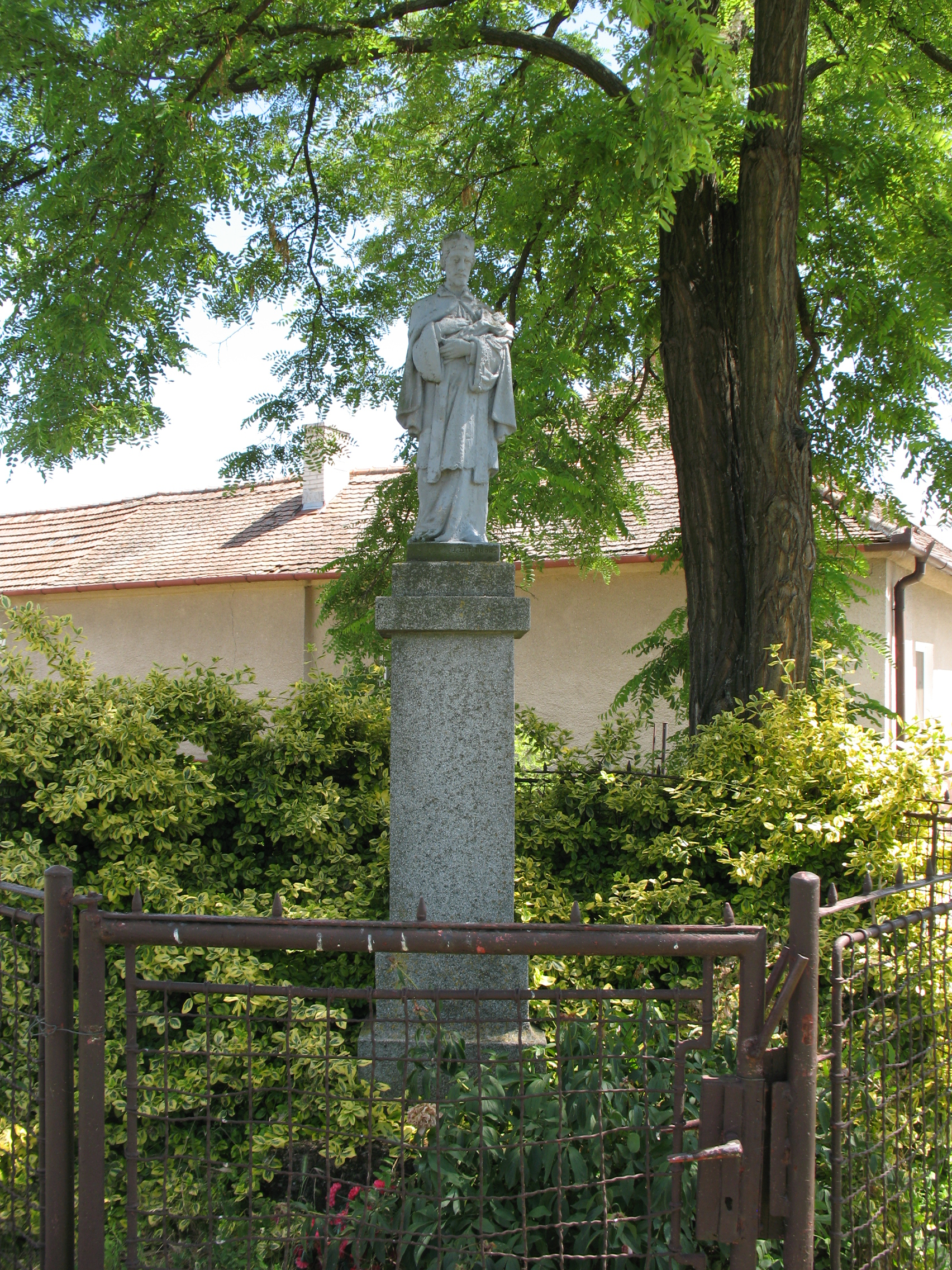
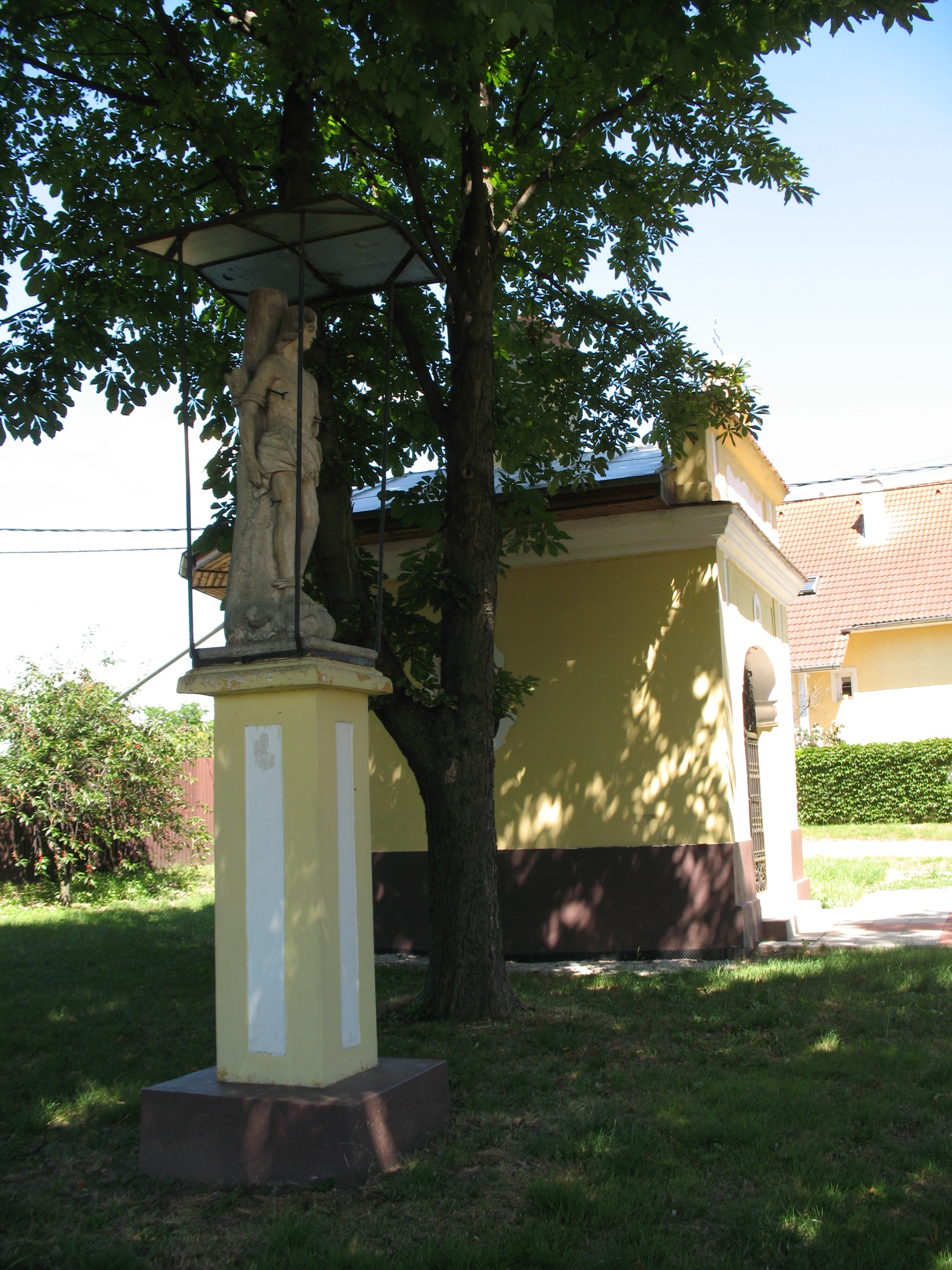
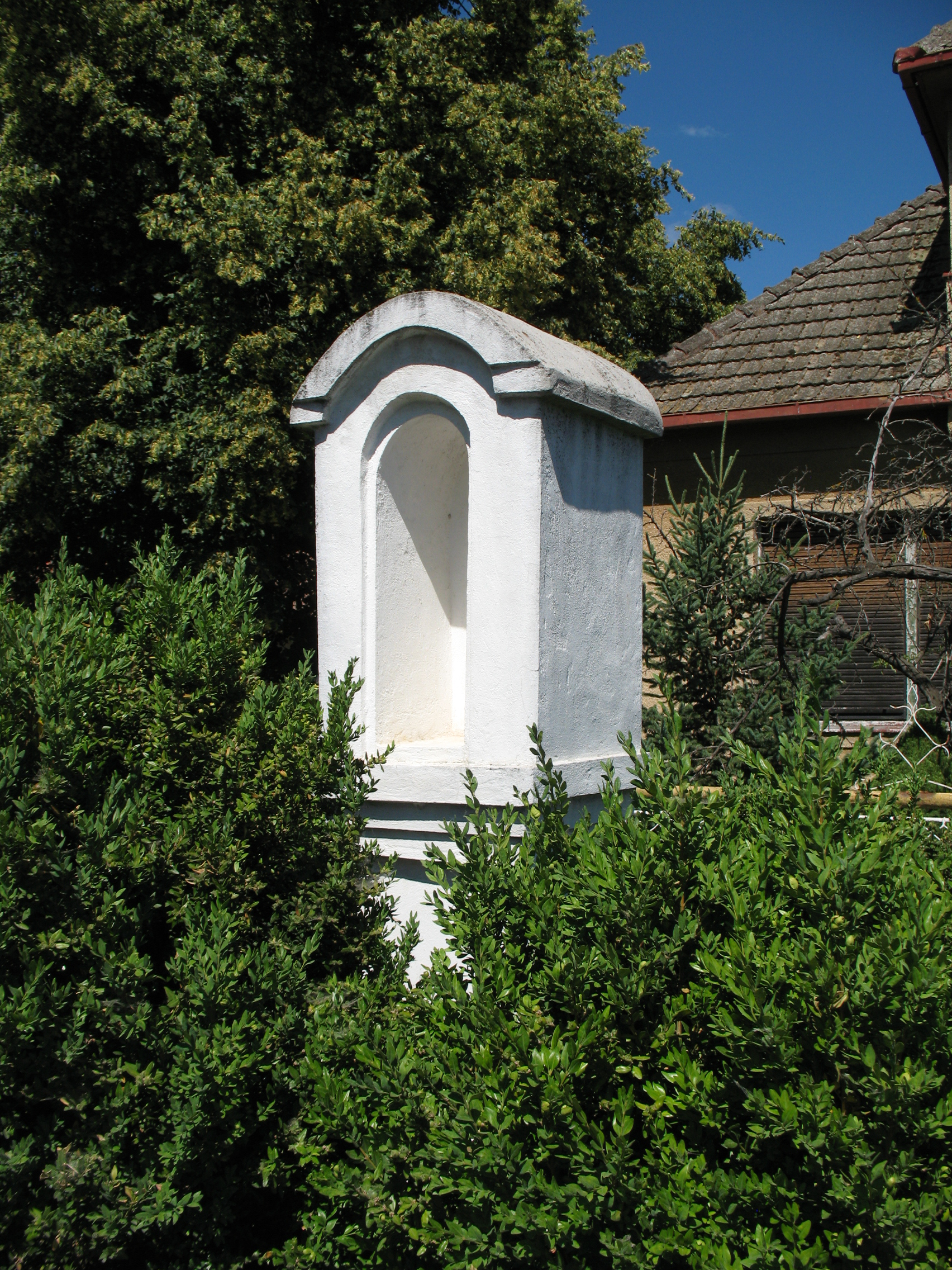

## Külső hivatkozások
- DLDF 59292
- Községinfó
- Köpösd Szlovákia térképén
- A község a régió honlapján